# Polla praelataria
Polla praelataria là một loài bướm đêm trong họ Geometridae.